# Brzozowica (powiat miński)
Brzozowica – wieś sołecka w Polsce położona w województwie mazowieckim, w powiecie mińskim, w gminie Dobre.
Prywatna wieś szlachecka położona była w drugiej połowie XVI wieku w powiecie kamienieckim ziemi nurskiej województwa mazowieckiego.
W czasie okupacji niemieckiej mieszkająca we wsi rodzina Trzeciaków udzieliła pomocy Lidii Hobbs z d. Damm. W 2008 roku Instytut Jad Waszem podjął decyzję o przyznaniu Eufrozynie i Edwardowi Trzeciakom tytułu Sprawiedliwych wśród Narodów Świata.
W latach 1975–1998 miejscowość administracyjnie należała do województwa siedleckiego.
Wierni Kościoła rzymskokatolickiego należą do parafii św. Mikołaja w Dobrem.